# 筑後大川站
筑後大川站（日语：／ Chikugo-Ōkawa eki */?）是位於福岡縣大川市大字小保，日本國有鐵道（國鐵）佐賀線的鐵路車站（廢站）。

## 歷史
- 1933年6月17日：國有鐵道佐賀線筑後柳河至此站之間開業，此站啟用[2]。當時為一般車站[1]。
- 1935年5月25日：佐賀站至此站之間開業，佐賀線全線開通。
- 1971年10月20日：成為業務委託車站[3]。
- 1978年6月15日：結束貨運業務[1]。
- 1984年2月1日：結束行李起卸業務[1]。
- 1987年3月28日：隨著佐賀線全線廢除，此站也被廢除[1]。

## 車站構造
此站為業務委託車站，設有1面1線的單式月台和1面2線的島式月台。此站曾經為急行「筑後」的停靠站。在昭和20年代前，此站與若津港之間曾經設有引込線。

## 現狀
車站遺址建立了紀念碑，也建設了Hello Work和道路。

## 相鄰車站
日本國有鐵道（國鐵）
佐賀線
筑後若津－筑後大川－東大川